# 柯氏雙齒海鯽
柯氏雙齒海鯽，為輻鰭魚綱鱸形目隆頭魚亞目海鯽科的其中一種，分布於東太平洋區，從美國華盛頓州Flaterry角至墨西哥加利福尼亞灣北部海域，棲息深度可達9公尺，體長可達31公分，主要生活在沿岸激浪區，屬肉食性，胎生，可做為遊釣魚。

## 擴展閱讀
維基物種上的相關：柯氏雙齒海鯽